# Камена с рамена
Бацање камена с рамена је једна од најстаријих атлетских дисциплина, о којој постоје записи из старог и средњег века. У новом веку су бацање камена у организовану активност увели немачки тренери (F.L. Jahn).
У почетку се бацао камен у природном облику, а касније у облику цигле стандарде тежине од 15 кг.
У свим крајевима бивше државе бацање камена је остало као најраспрострањенији облик народног такмичења. Многи југословенски прваци и рекордери у бацању кугле, почели су своју спортску активност у крајевима са дугом традицијом у тим надметањима.
У првим атлетским правилима такмичења из 1947. постоји и бацање камена с рамена. Камен је био тежак 7,25 кг. и морао је бити заокругљен, али није морао имати облик лопте. Бацање се обављало са места (простор од 2 м) и из залета где је простор био неограничен. Гранична летва (122 цм х 7 цм) могла се преступити по избачају.
Бацање камена је једно од средстава тренинга савремених бацача. Они се користе камењем разне тежине али не бацају тзв. народним стилом него на разне начине као што то чине и са другим справама као што су медицинке, тегови, кугле и сл. Такви тренинзи се најчешће обављају у природи. Бацаћи копља често бацају лакше каменове на већу да даљину, као вежба која по техници бацања највише личи на бацање копља.
У неким земљама као нпр. делу Немачке и Швајцарске воде се и рекорди у тим бацачким дисциплинама (Rasenkraftsport), а у службеном првенствима постоји и бацачки тробој:бацање кладива, бацање терета и бацање камена (осмонугаони камен).